# Nayra (robot)
Nayra es un robot puesto en funcionamiento en Bolivia en 2017 para la enseñanza de la lengua aymara.

## Características
Nayra es un robot con capacidad de reconocimiento de voz y capacidad de dar respuestas programadas para el efecto, fue desarrollada basada en la imagen de las mujeres aymaras bolivianas y su vestimenta típica.